# 大国町 (豊橋市)
大国町（だいこくちょう）は、愛知県豊橋市の町名。

## 地理
豊橋市中央部に位置し、東は前田中町、西は新川町・中柴町、南は東松山町、北は神明町に接する。

## 世帯数と人口
2023年（令和5年）4月1日現在の世帯数と人口は以下の通りである。
| 町丁 | 世帯数  | 人口  |
| ---- | ------- | ----- |
| 町   | 155世帯 | 278人 |

## 学区
市立小・中学校に通う場合、学区は以下の通りとなる。
| 町丁   | 番・番地等 | 小学校             | 中学校             | 高等学校普通科 |
| ------ | ---------- | ------------------ | ------------------ | -------------- |
| 大国町 | 全域       | 豊橋市立松山小学校 | 豊橋市立中部中学校 | 三河学区       |

## 歴史

### 沿革
- 1958年（昭和33年）9月12日 - 中柴町・吉田町・花田町・新川町の各一部より、大国町が成立[6]。

## 施設
- 名古屋地方裁判所豊橋支部
- 名古屋家庭裁判所豊橋支部
- 豊橋簡易裁判所
- 豊橋合同庁舎
  - 名古屋地方検察庁豊橋支部
  - 豊橋区検察庁・新城区検察庁
  - 名古屋法務局豊橋支局
  - 豊橋税務署
  - 豊橋公共職業安定所（ハローワーク豊橋）
  - 豊橋労働基準監督署
- 保生会病院
- 愛知県弁護士会東三河支部
- 大己貴神社

## 交通
- 国道259号

## その他

### 日本郵便
- 郵便番号 : 440-0884[2]（集配局：豊橋郵便局[7]）。